# Podział administracyjny województwa świętokrzyskiego
Strona ta przedstawia podział administracyjny województwa świętokrzyskiego.

## Powiaty
gminy miejskie (tylko miasto) są oznaczone dwiema gwiazdkami (**) (np. Kielce),

gminy miejsko-wiejskie (miasto i gmina) są oznaczone jedną gwiazdką (*) (np. Końskie + gmina Końskie),

gminy wiejskie (tylko gmina) nie są oznaczone (np. gmina Baćkowice).
- Miasto na prawach powiatu
  - miasto: Kielce**.
- buski ⇒ Busko-Zdrój
  - miasta: Busko-Zdrój*, Nowy Korczyn*, Pacanów*, Stopnica* i Wiślica*.
  - gminy: Busko-Zdrój*, Gnojno, Nowy Korczyn*, Pacanów*, Solec-Zdrój, Stopnica*, Tuczępy i Wiślica*.
- jędrzejowski ⇒ Jędrzejów
  - miasta: Jędrzejów*, Małogoszcz*, Sędziszów*, Sobków* i Wodzisław*.
  - gminy: Imielno, Jędrzejów*, Małogoszcz*, Nagłowice, Oksa, Sędziszów*, Słupia, Sobków* i Wodzisław*.
- kazimierski ⇒ Kazimierza Wielka
  - miasta: Kazimierza Wielka*, Opatowiec* i Skalbmierz*.
  - gminy: Bejsce, Czarnocin, Kazimierza Wielka*, Opatowiec* i Skalbmierz*.
- kielecki ⇒ Kielce
  - miasta: Bodzentyn*, Chęciny*, Chmielnik*, Daleszyce*, Łagów*, Łopuszno*, Morawica*, Nowa Słupia*, Pierzchnica* i Piekoszów*.
  - gminy: Bieliny, Bodzentyn*, Chęciny*, Chmielnik*, Daleszyce*, Górno, Łagów*, Łopuszno*, Masłów, Miedziana Góra, Mniów, Morawica*, Nowa Słupia*, Piekoszów*, Pierzchnica*, Raków, Nowiny (przed 01.01.2021 Sitkówka-Nowiny), Strawczyn i Zagnańsk.
- konecki ⇒ Końskie
  - miasta: Gowarczów*, Końskie*, Radoszyce* i Stąporków*.
  - gminy: Fałków, Gowarczów*, Końskie*, Radoszyce*, Ruda Maleniecka, Słupia Konecka, Smyków i Stąporków*.
- opatowski ⇒ Opatów
  - miasta: Iwaniska*, Opatów* i Ożarów*.
  - gminy: Baćkowice, Iwaniska*, Lipnik, Opatów*, Ożarów*, Sadowie, Tarłów i Wojciechowice.
- ostrowiecki ⇒ Ostrowiec Świętokrzyski
  - miasta: Ćmielów*, Kunów* i Ostrowiec Świętokrzyski**.
  - gminy: Bałtów, Bodzechów, Ćmielów*, Kunów* i Waśniów.
- pińczowski ⇒ Pińczów
  - miasta: Działoszyce* i Pińczów*.
  - gminy: Działoszyce*, Kije, Michałów, Pińczów* i Złota.
- sandomierski ⇒ Sandomierz
  - miasta: Klimontów*, Koprzywnica*, Sandomierz** i Zawichost*.
  - gminy: Dwikozy, Klimontów*, Koprzywnica*, Łoniów, Obrazów, Samborzec, Wilczyce i Zawichost*.
- skarżyski ⇒ Skarżysko-Kamienna
  - miasta: Skarżysko-Kamienna** i Suchedniów*.
  - gminy: Bliżyn, Łączna, Skarżysko Kościelne i Suchedniów*.
- starachowicki ⇒ Starachowice
  - miasta: Starachowice** i Wąchock*.
  - gminy: Brody, Mirzec, Pawłów i Wąchock*.
- staszowski ⇒ Staszów
  - miasta: Bogoria*, Oleśnica*, Osiek*, Połaniec*, Staszów* i Szydłów*.
  - gminy: Bogoria*, Łubnice, Oleśnica*, Osiek*, Połaniec*, Rytwiany, Staszów* i Szydłów*.
- włoszczowski ⇒ Włoszczowa
  - miasto: Włoszczowa*.
  - gminy: Kluczewsko, Krasocin, Moskorzew, Radków, Secemin i Włoszczowa*.

## Zmiany od 01.01.1999
- prawa miejskie
  - (01.01.2001): Koprzywnica (powiat sandomierski)
  - (01.01.2007): Daleszyce (powiat kielecki)
  - (01.01.2015): Stopnica (powiat buski)
  - (01.01.2017): Morawica (powiat kielecki)
  - (01.01.2018): Wiślica (powiat buski)
  - (01.01.2018): Łagów (powiat kielecki)
  - (01.01.2018): Radoszyce (powiat konecki)
  - (01.01.2019): Nowa Słupia (powiat kielecki)
  - (01.01.2019): Nowy Korczyn (powiat buski)
  - (01.01.2019): Oleśnica (powiat staszowski)
  - (01.01.2019): Opatowiec (powiat kazimierski)
  - (01.01.2019): Pacanów (powiat buski)
  - (01.01.2019): Pierzchnica (powiat kielecki)
  - (01.01.2019): Szydłów (powiat staszowski)
  - (01.01.2020): Klimontów (powiat sandomierski)[1]
  - (01.01.2021): Wodzisław (powiat jędrzejowski)[2]
  - (01.01.2022): Iwaniska (powiat opatowski)[3]
  - (01.01.2023): Łopuszno (powiat kielecki)[4]
  - (01.01.2023): Piekoszów (powiat kielecki)[5]
  - (01.01.2024): Bogoria (powiat staszowski)
  - (01.01.2024): Gowarczów (powiat konecki)
  - (01.01.2025): Sobków (powiat jędrzejowski)

- zmiany granic, legenda (województwa/powiaty/miasta/gminy po lewej zyskały część terytorium, województwa/powiaty/miasta/gminy po prawej straciły część terytorium)
  - granice województw
    - (01.01.2000): pow. skarżyski (m. Skarżysko-Kamienna) <> mazowieckie, pow. szydłowiecki (gm. Szydłowiec)
    - (01.01.2004): pow. skarżyski (gm. Skarżysko Kościelne) <> mazowieckie, pow. szydłowiecki (gm. Mirów)

  - granice powiatów
    - (01.01.2001): pow. gr. Kielce (m. Kielce) <> pow. kielecki (gm. Górno)
    - (01.01.2001): pow. skarżyski (gm. Skarżysko Kościelne) <> pow. starachowicki (gm. Wąchock)
    - (01.01.2004): pow. jędrzejowski (gm. Imielno) <> pow. pińczowski (gm. Michałów)

  - granice miast i gmin
    - (01.01.2000): (pow. jędrzejowski) m. Małogoszcz <> gm. Małogoszcz
    - (01.01.2007): (pow. konecki) gm. Końskie <> gm. Gowarczów
    - (01.01.2021): (pow. kazimierski) m. Kazimierza Wielka <> gm. Kazimierza Wielka
- siedziby i nazwy miast i gmin
  - (30.12.1999): (pow. konecki) gm. Słupia (s. Słupia) > gm. Słupia (Konecka) (s. Słupia)
  - (30.12.1999): (pow. kielecki) gm. Bieliny (s. Bieliny Kapitulne) > gm. Bieliny (s. Bieliny)
  - (30.12.1999): (pow. kielecki) gm. Masłów (s. Masłów I) > gm. Masłów (s. Masłów)
  - (30.12.1999): (pow. kielecki) gm. Sitkówka-Nowiny (s. Sitkówka-Nowiny) > gm. Sitkówka-Nowiny (s. Nowiny)
  - (24.04.2012): (pow. jędrzejowski) gm. Słupia (Jędrzejowska) > gm. Słupia (zmiana dotyczy rejestru TERYT)
  - (01.01.2018): (pow. konecki) gm. Słupia (Konecka) (s. Słupia) > gm. Słupia Konecka (s. Słupia)
  - (01.01.2021): (pow. kielecki) gm. Sitkówka-Nowiny (s. Nowiny) > gm. Nowiny (s. Nowiny)